# Trần nhà

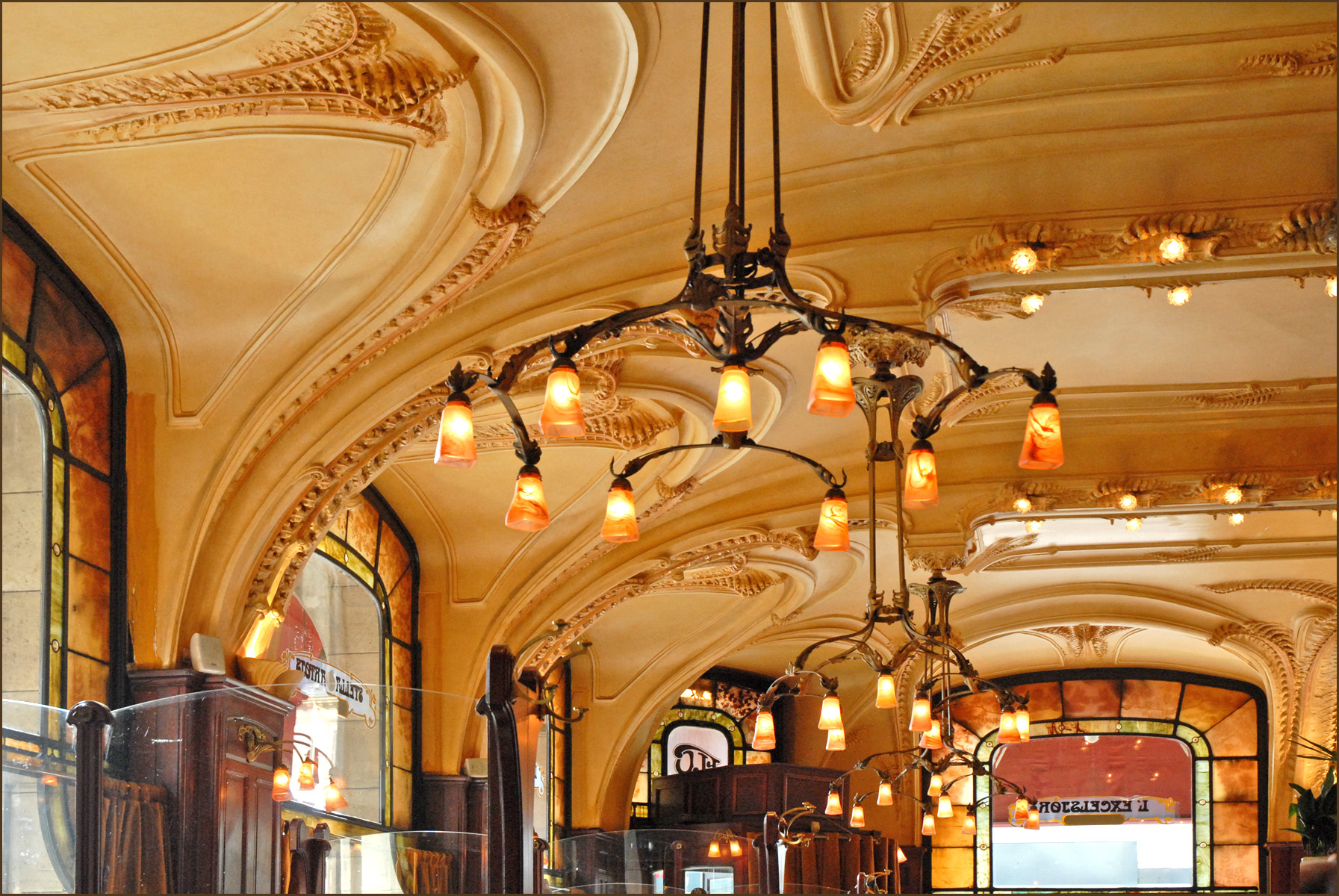
Trần nhà nghệ thuật Nouveau tại L'Excelsior (Nancy, Pháp), bởi Lucien Weissenburger

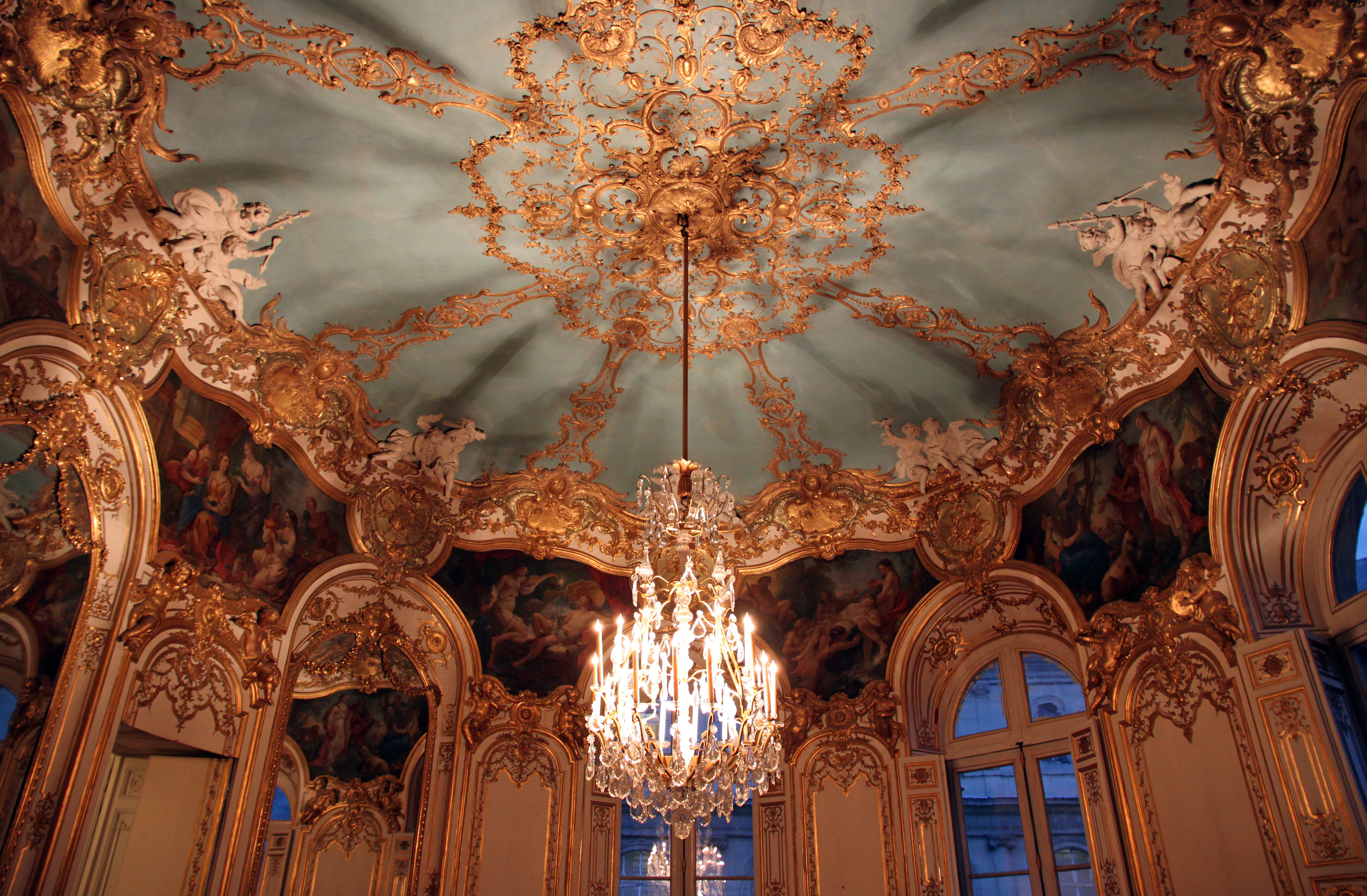
Trần nhà từ một salon của Hôtel de Soubise ở Paris (1735, 1717), bởi Germain Boffrand

Trần nhà là một bề mặt nội thất bao gồm giới hạn bên trên của một căn phòng. Trần nhà thường không được coi là một yếu tố cấu trúc mà chỉ là một bề mặt hoàn thiện nằm mặt dưới của cấu trúc mái hoặc mặt sàn của tầng trên. Trần nhà có thể được trang trí đẹp, và có nhiều ví dụ về các tranh bích họa và tác phẩm nghệ thuật trên trần nhà đặc biệt là trong các tòa nhà tôn giáo.
Loại trần phổ biến nhất là trần thả, được treo từ các yếu tố cấu trúc ở trên. Các tấm vách thạch cao được gắn trực tiếp vào dầm trần hoặc một vài lớp gỗ dán chống ẩm sau đó được gắn vào các thanh dầm. Đường ống hoặc ống dẫn có thể được chạy trong khoảng trống phía trên trần nhà, vật liệu cách nhiệt và chống cháy có thể được đặt ở đây.
Một loại của trần thả là trần treo, trong đó một mạng lưới các thanh nhôm, trái ngược với loại vách thạch cao, được gắn vào các thanh dầm để tạo thành một loạt các khoảng không gian hình chữ nhật. Các miếng bìa cứng riêng lẻ sau đó được đặt bên dưới đáy của các khoảng trống đó sao cho mặt ngoài của tấm bìa cứng, xen kẽ với các thanh ray nhôm, được xem như trần nhà từ bên dưới. Điều này giúp thuận tiện trong việc sửa chữa các đường ống và cách nhiệt phía sau trần nhà, vì tất cả những gì cần thiết là nhấc các tông ra, thay vì đào qua vách thạch cao và sau đó thay thế nó.
Các loại trần khác bao gồm trần nhà thờ, trần lõm hoặc hình thùng, trần kéo dài và trần coffer. Các kiến trúc nối thường liên kết trần nhà với các bức tường xung quanh. Trần nhà có thể đóng một phần trong việc giảm nguy cơ hỏa hoạn và có sẵn một hệ thống để đánh giá khả năng chống cháy của trần thả.

## Phân loại

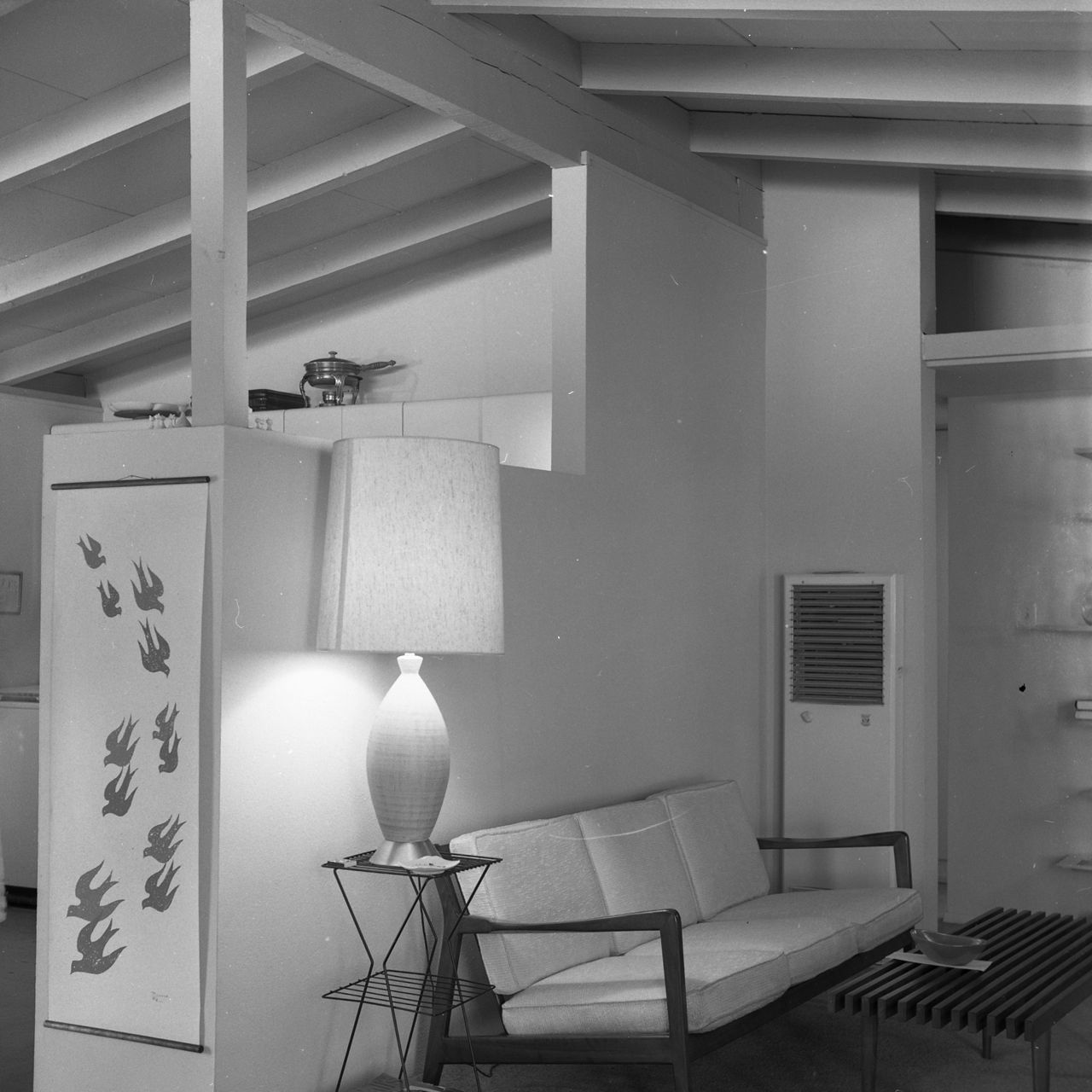
Nhà tại California với một trần mở chùm, 1960

Trần được phân loại theo sự xuất hiện hoặc xây dựng của họ. Một trần nhà thờ là bất kỳ khu vực trần nhà cao tương tự như trong nhà thờ. Một trần thả là một trần trong đó bề mặt hoàn thiện được xây dựng ở bất cứ đâu từ vài inch hoặc cm đến vài feet hoặc vài mét dưới cấu trúc bên trên nó. Điều này có thể được thực hiện cho mục đích thẩm mỹ, chẳng hạn như đạt được chiều cao trần mong muốn; hoặc các mục đích thực tế như giảm âm hoặc cung cấp không gian cho HVAC hoặc đường ống. Một nghịch đảo của điều này sẽ là một sàn nâng. Một trần lõm hoặc hình thùng được uốn cong hoặc tròn lên trên, có tác dụng đối với âm thanh, trong khi trần nhà được chia thành một lưới các ô vuông hoặc hình bát giác lõm, còn được gọi là "trần lacunar". Một trần nối sử dụng một khối chuyển tiếp thạch cao cong giữa tường và trần; nó gồm một khuôn vuông với một đường cong lõm. Một trần kéo dài (hoặc trần căng) sử dụng một số tấm riêng lẻ sử dụng vật liệu như PVC cố định vào ray thép.

## Bộ sưu tập

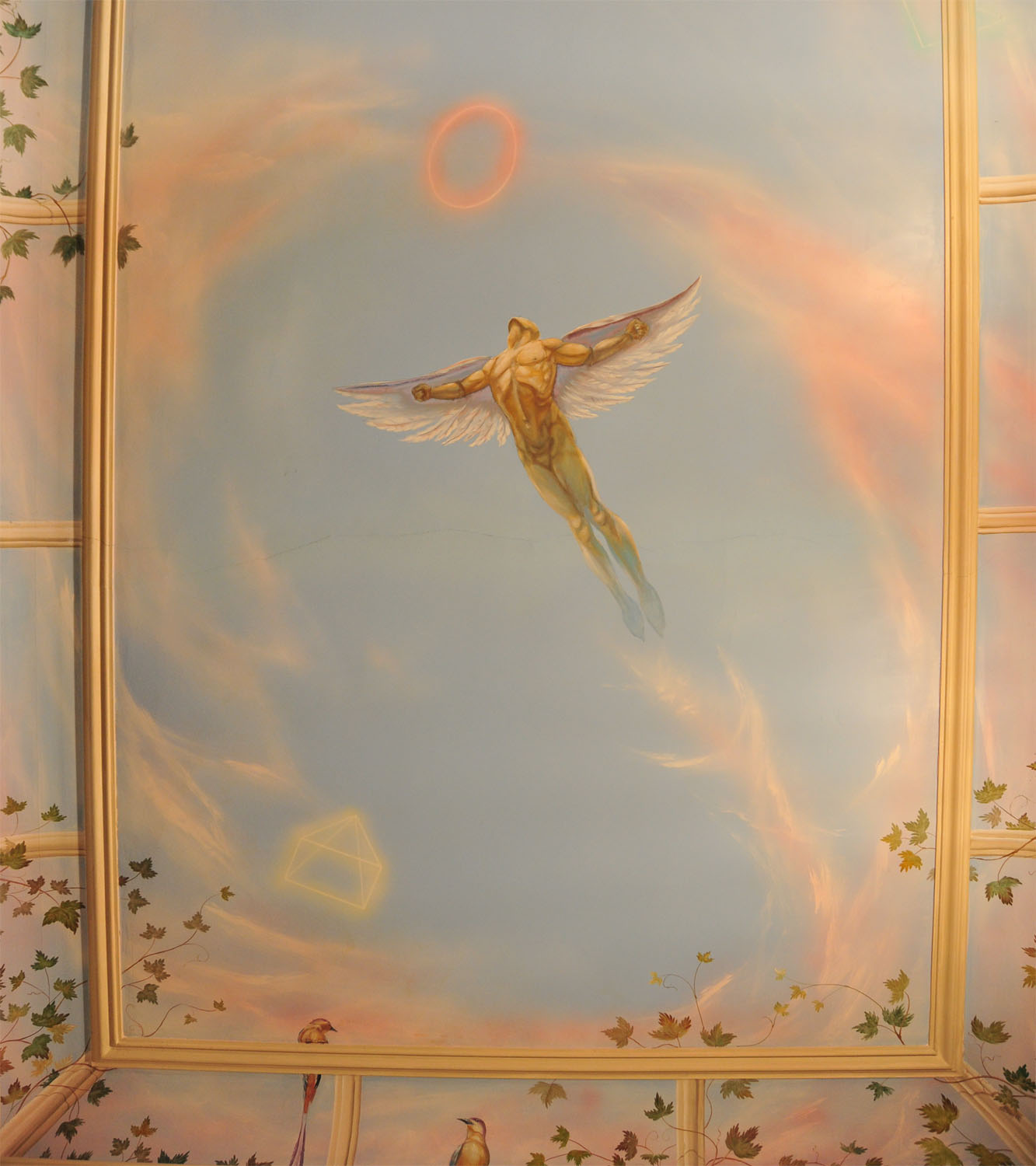
Sơn trần, " Icarus ", bởi Rainer Maria Latzke (năm 1986), Château Thal, Bỉ
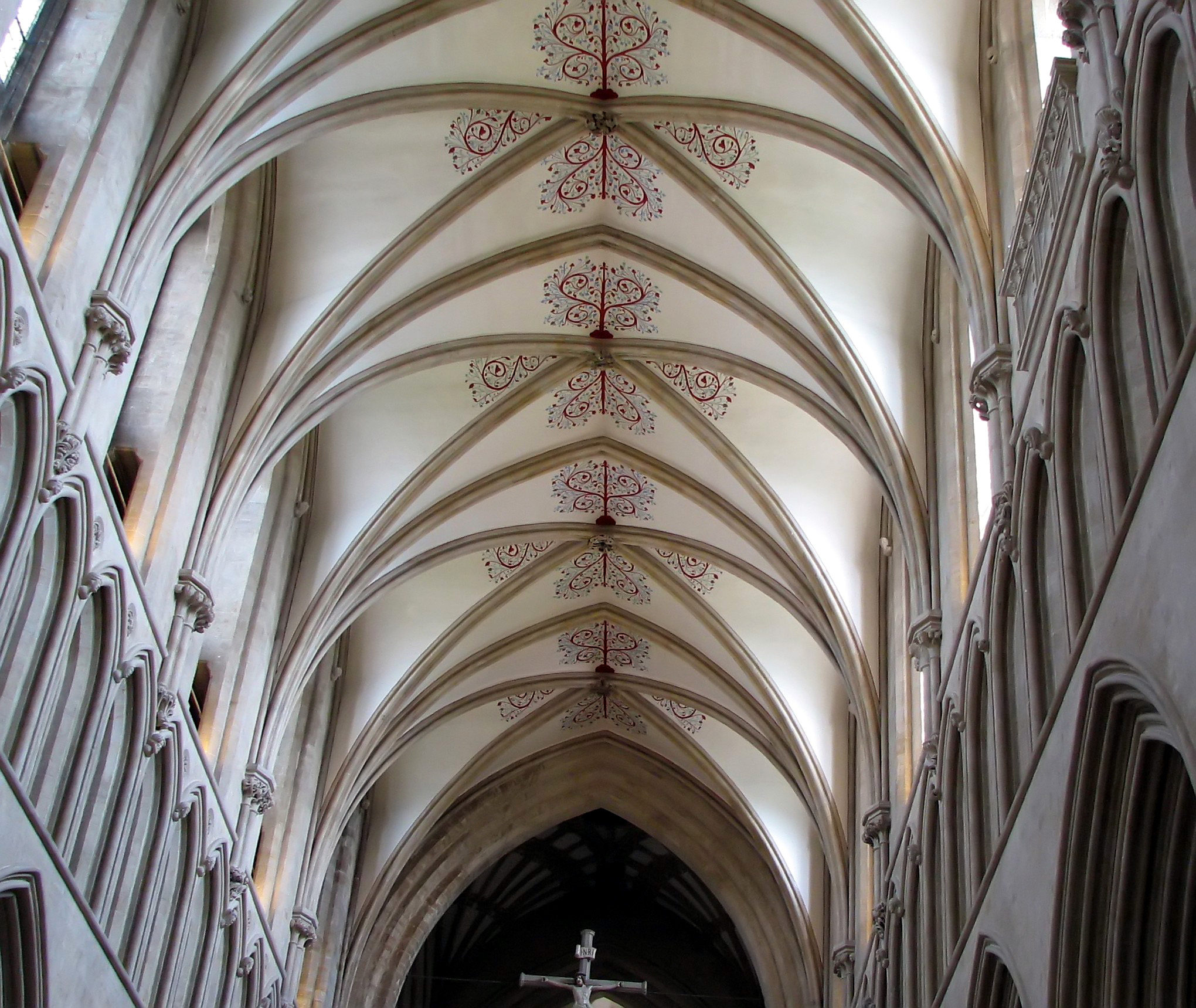
Trần của Nhà thờ Wells, Anh
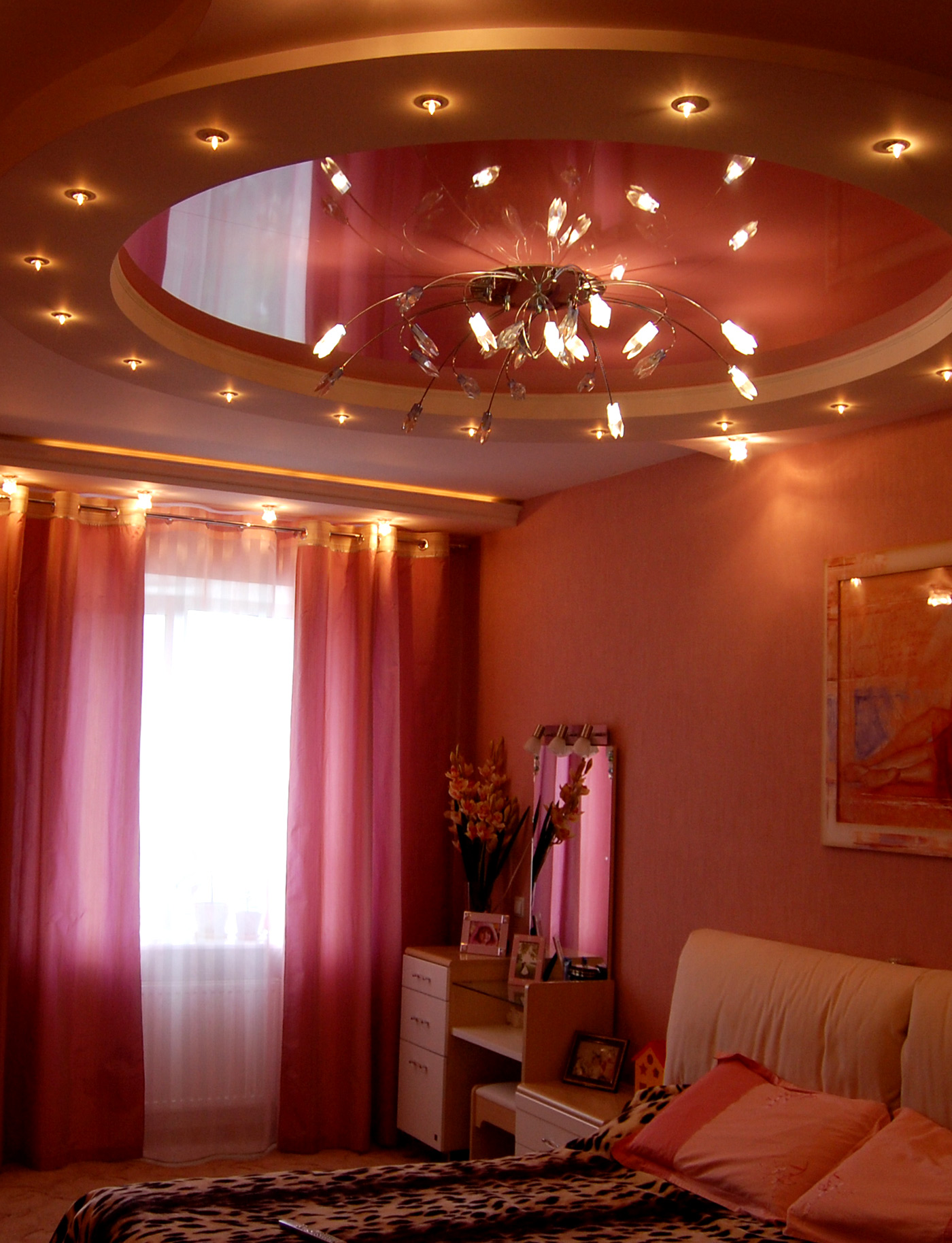
Căng trần
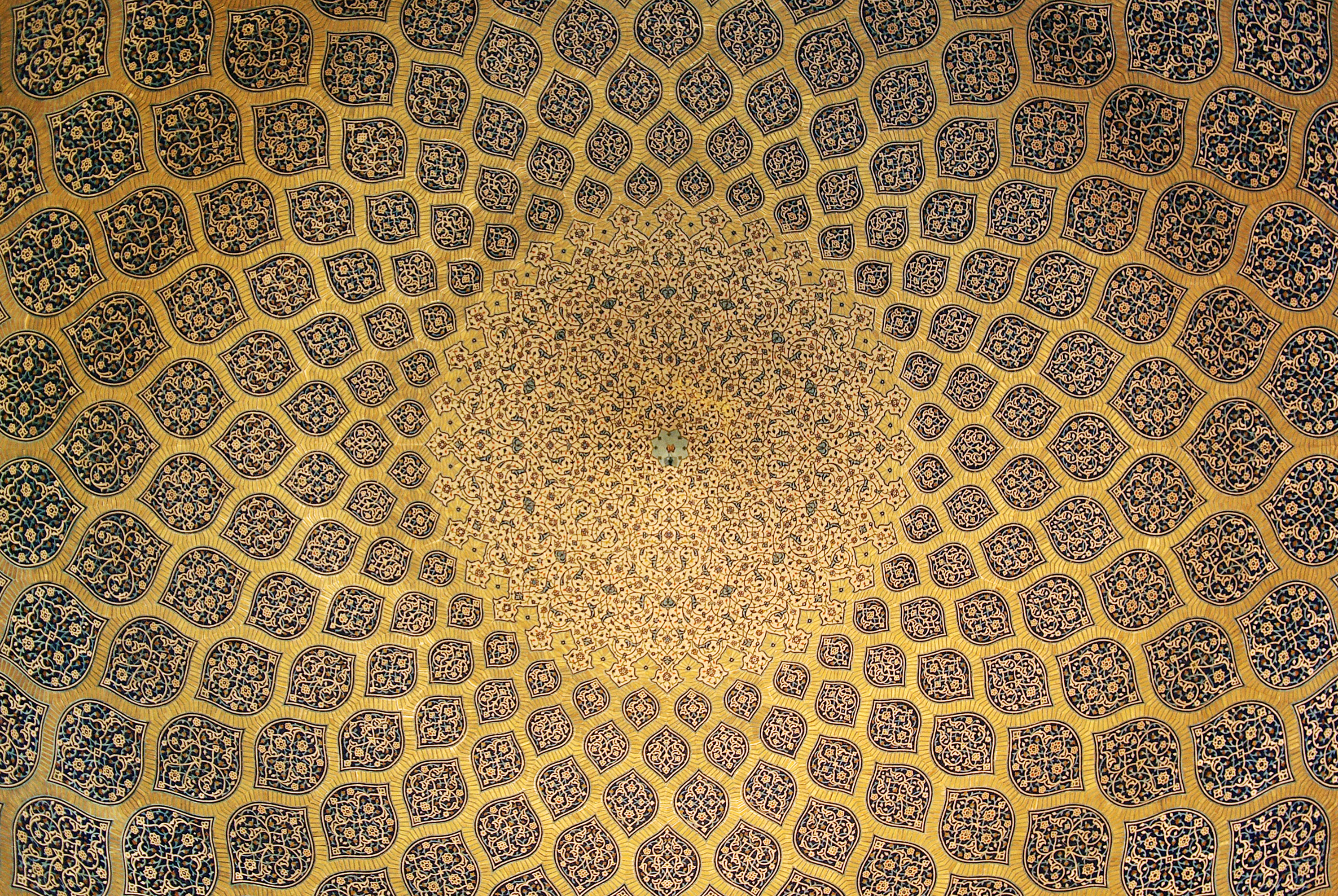
Trần của Nhà thờ Hồi giáo Lotfollah, Iran
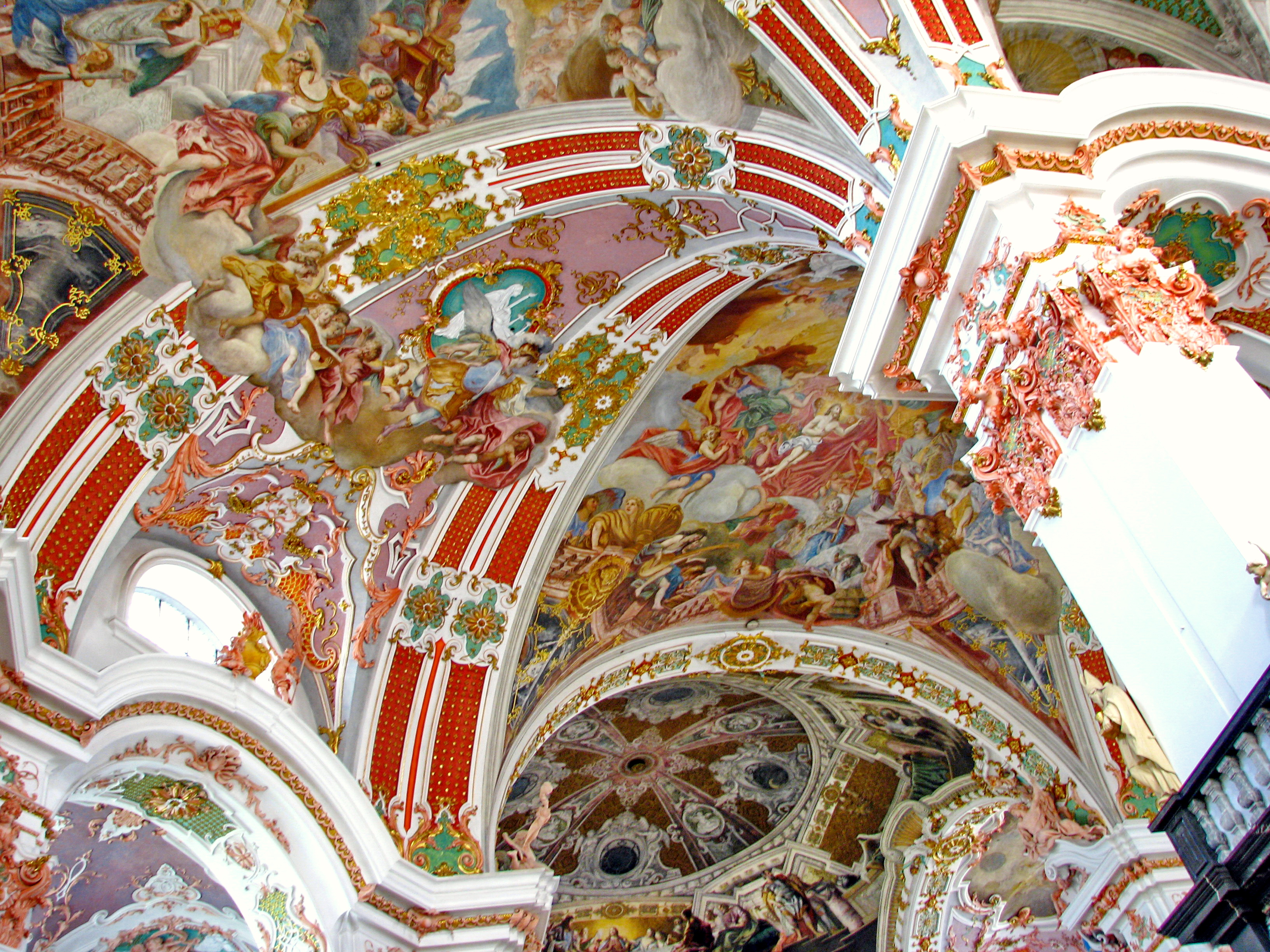
Tranh trần của Tu viện Einsiedeln ở Thụy Sĩ
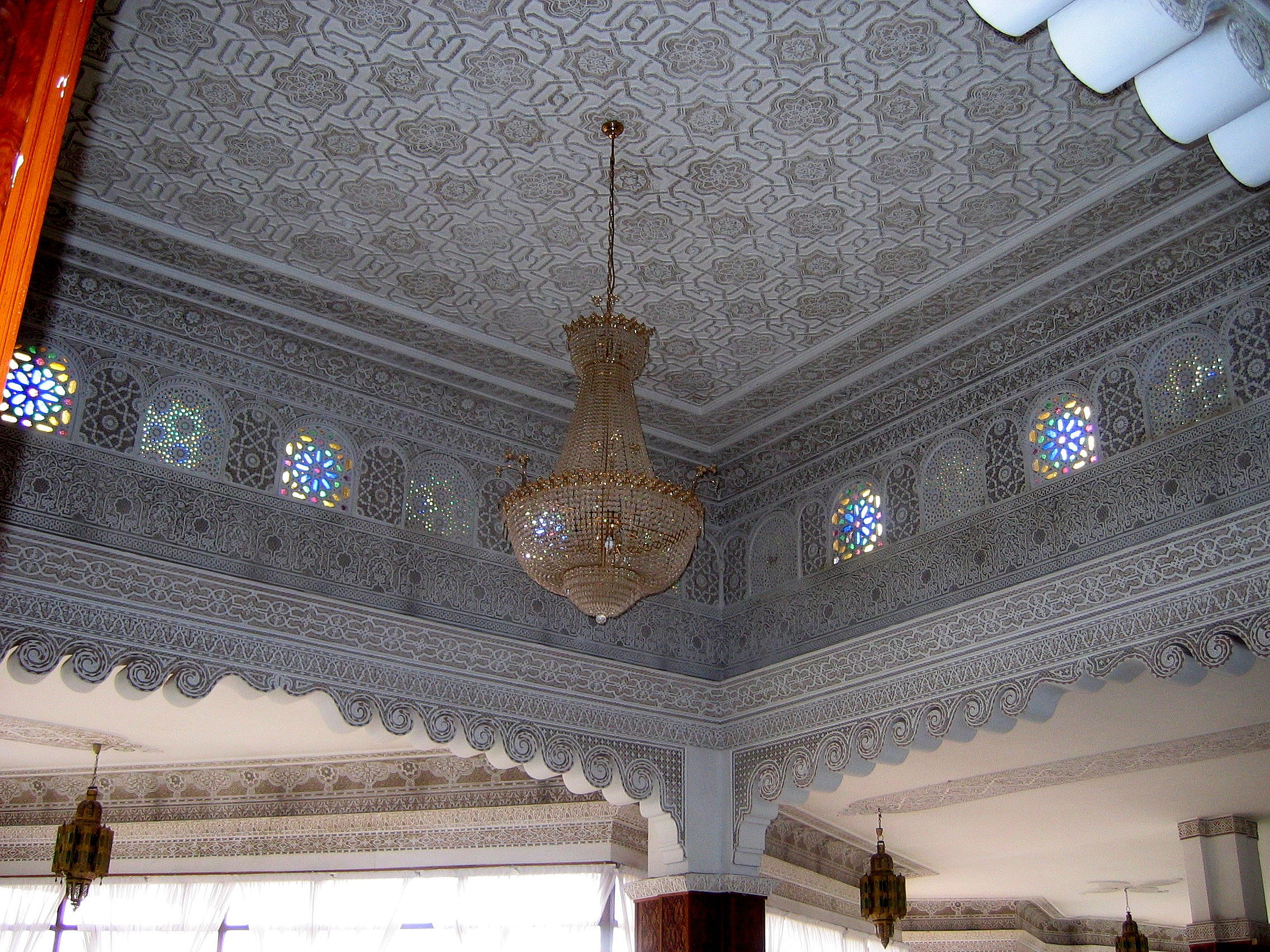
Trần nhà theo phong cách Moorish được trang trí cao ở Agadir, Maroc
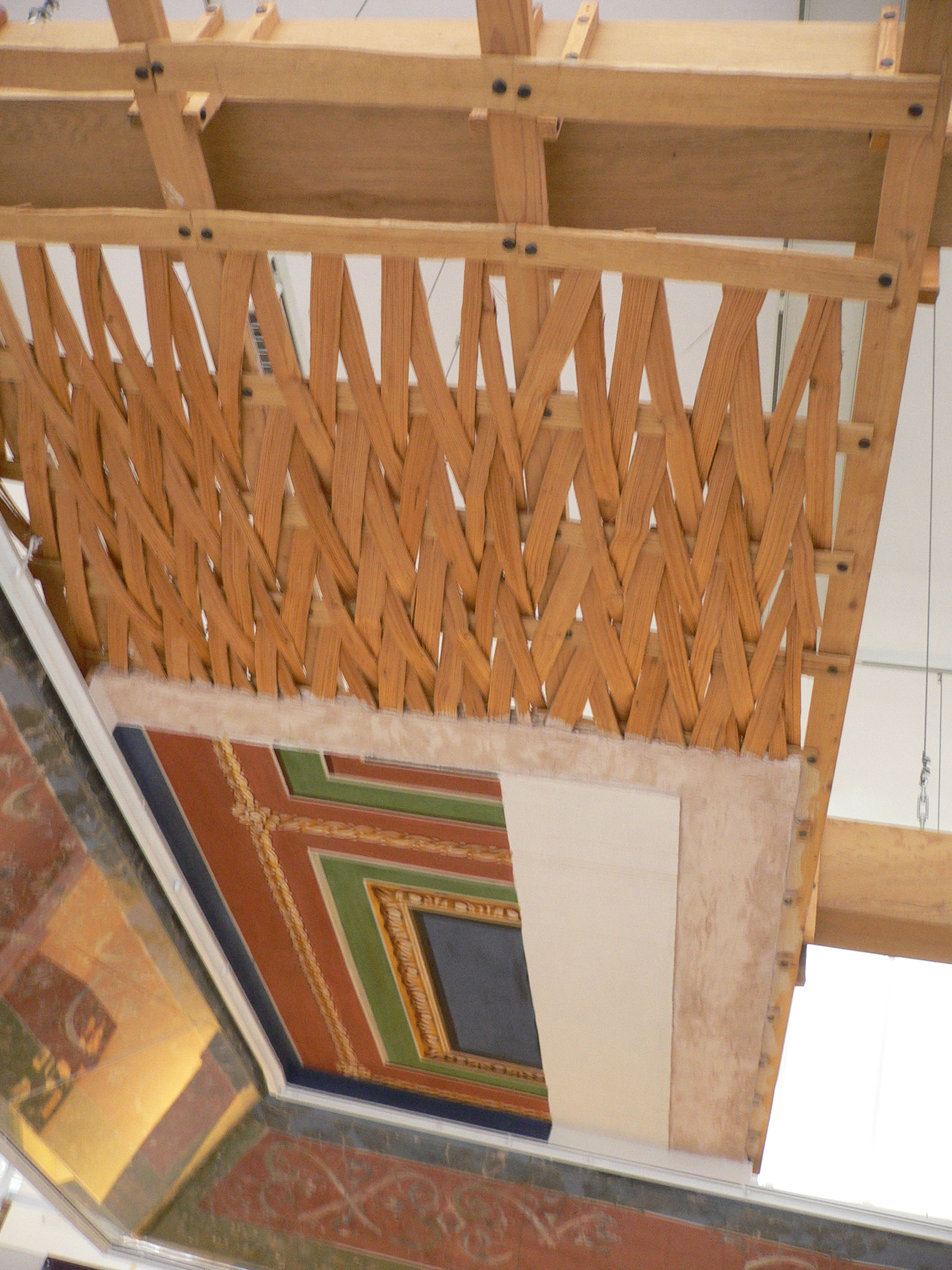
Trần treo La Mã trong một cung điện của Hoàng gia vào năm 306 CN tại Trier
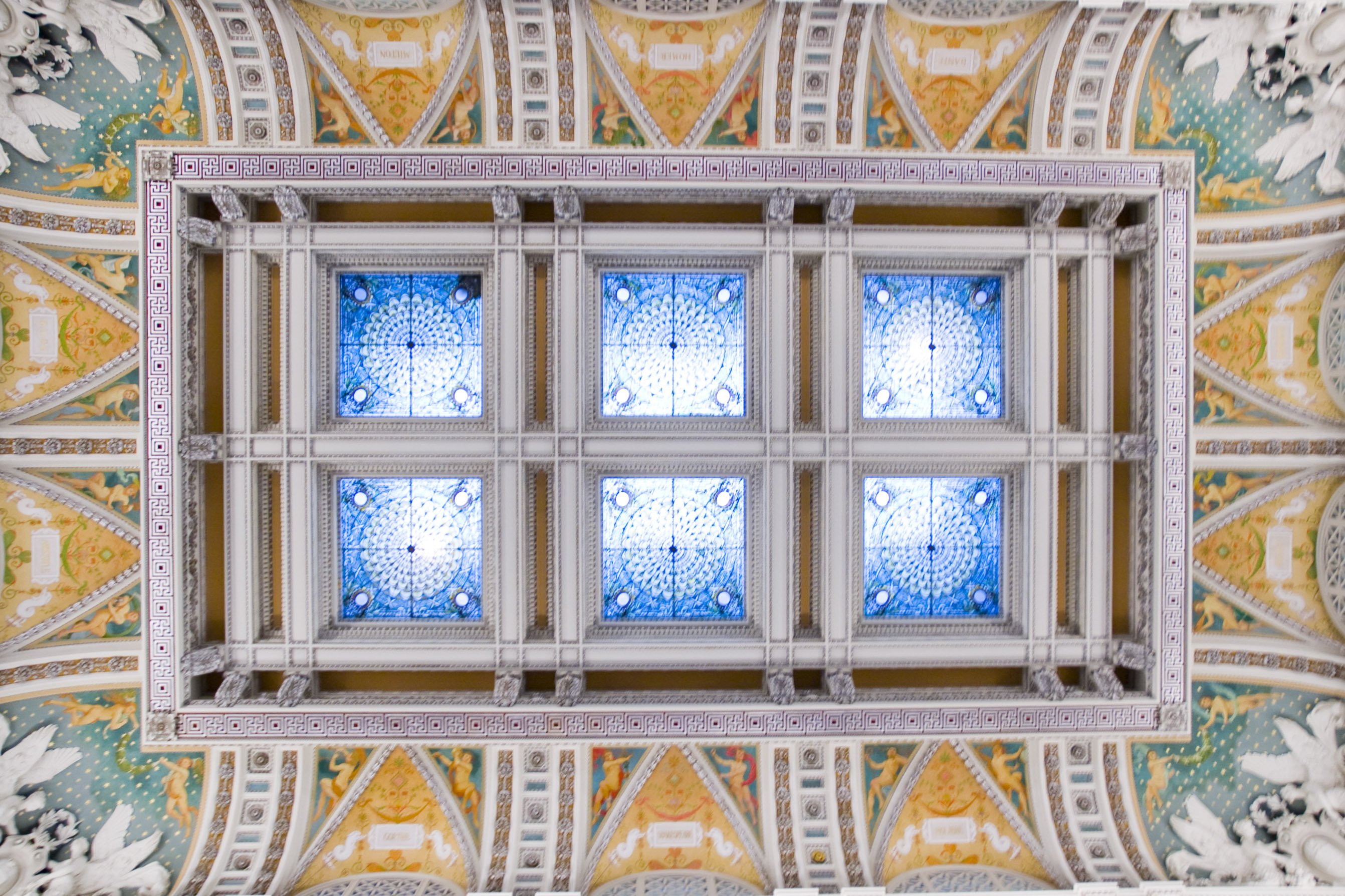
Trần tại Thư viện Quốc hội Hoa Kỳ
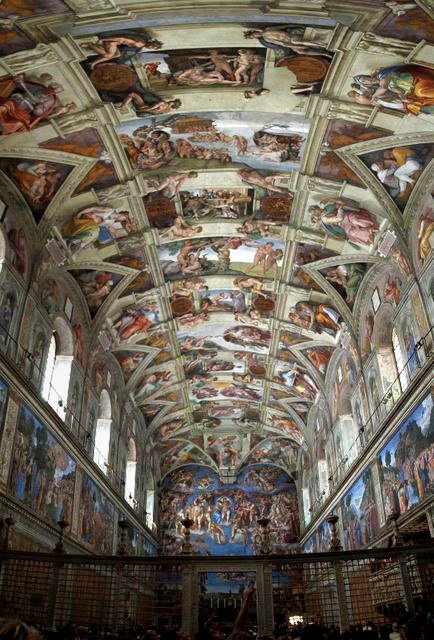
Nội thất của Nhà nguyện Sistine ở Thành phố Vatican ở Rome, cho thấy trần nhà liên quan đến các bức bích họa khác.
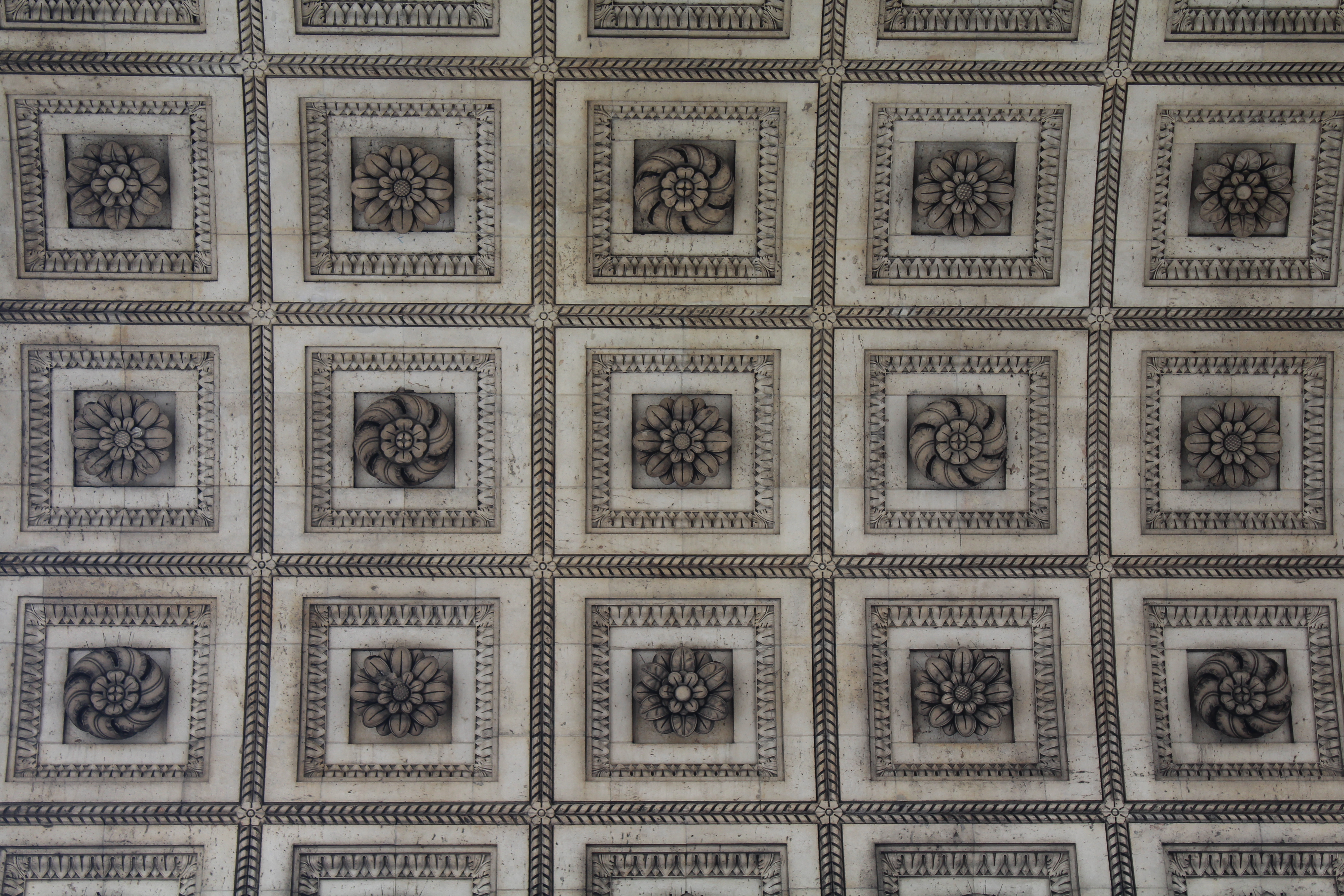
Trần Arc de Triomphe, Paris
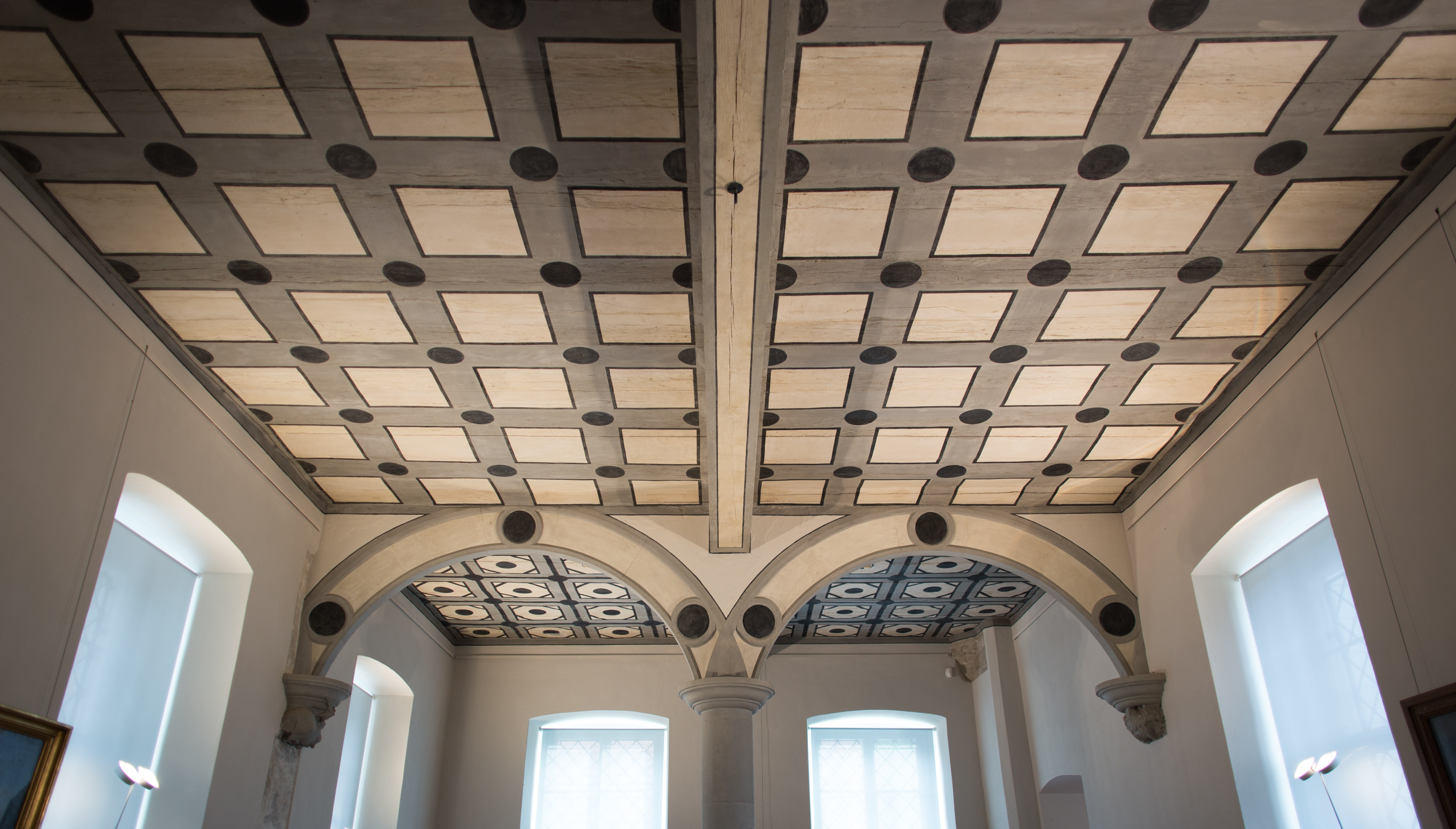
Trần của Jagdschloss Grunewald, Berlin, Đức